# Blütenformel
Die Blütenformel ist eine aussagekräftige Darstellung des Blütenbaus. Der Blütenbau einer Art, Gattung oder Familie wird dabei durch Symbole dargestellt.
Wie bei einem Blütendiagramm lassen sich auch hier neben den tatsächlichen Gegebenheiten auch Deutungen, wie der Ausfall von Organen, sekundäre Vermehrungen usw. darstellen.

## Aufbau der Blütenformel
Vorangestellt wird ein Symbol, das die Symmetrie der Blüte wiedergibt:
- Ein Stern {\displaystyle \star } oder {\displaystyle *} für eine radiärsymmetrische Blüte (aktinomorph)
- Ein Pfeil nach unten {\displaystyle \downarrow } für eine (median), ein Pfeil nach links {\displaystyle \leftarrow } für eine (quer) und ein schiefer Pfeil nach links {\displaystyle \swarrow } für eine (schief) zygomorphe Blüte mit nur einer Symmetrieachse.
- Eine Spirale  oder  für einen schraubigen Blütenbau
- Ein gestrecktes Kreuz  oder ein Rahmenzeichen ┼ für eine disymmetrische Blüte mit zwei zueinander senkrechten Symmetrieachsen (aktinomorph)
- Ein Blitz  oder ↯ für eine asymmetrische Blüte

Die Blütenorgane werden von außen nach innen bzw. von unten nach oben entlang der Blütenachse als Buchstabe angeführt:
Bei einer Blütenhülle, die nicht in Kelch und Krone gegliedert ist
- {\displaystyle P} = Perigon

Oder bei einer doppelten Blütenhülle, die in Kelch und Krone gegliedert ist
- {\displaystyle K} = Calyx, der Kelch, hochgestellt {\displaystyle ^{K}} für ein sepaloides Organ
- {\displaystyle C} = Corolla, die Blütenkrone, hochgestellt {\displaystyle ^{C}} für ein petaloides Organ

Für beide wieder identisch
- {\displaystyle A} = Androeceum als Gesamtheit aller Staubblätter
- {\displaystyle G} = Gynoeceum als Gesamtheit aller Fruchtblätter

Neben den obigen Großbuchstaben stehen tief gestellt oder auch hochgestellt sowie normal weitere Informationen:
- Eine Zahl, welche die Anzahl der jeweiligen Glieder angibt. Zum Beispiel steht {\displaystyle K_{3}} für drei Kelchblätter. Ist die Anzahl der jeweiligen Blütenorgane unbestimmt (es gibt Blüten mit verschiedener Anzahl von z. B. Kelchblättern), oder übersteigt die Zahl der Blütenorgane 10–12, so wird das mathematische Zeichen für Unendlichkeit verwendet {\displaystyle \infty }.
- Stehen bei wirteligen Blüten Elemente der Blüte wie z. B. Staubblätter oder Petalen, Tepalen in mehreren Kreisen, so wird jeder Blütenblattkreis getrennt betrachtet und dies durch ein Plus + gekennzeichnet. {\displaystyle \;A_{5+5}} bedeutet somit, dass es 2 Kreise mit jeweils 5 Staubblättern gibt. Ein Halbgeviertstrich – gibt den Anzahlbereich der Organe an, also von bis. Wenn man „oder“ und „selten“ angeben will, kann man das am besten ausschreiben.
- Reduktionen; mit einem hochgestellten r {\displaystyle ^{r}} oder {\displaystyle ^{red.}}, oder Verluste bei einzelnen Organen werden der Anzahl nachgestellt, zum Beispiel bei Staminodien {\displaystyle A_{5+5{St}}}. Völlig reduzierte Teile werden mit einem Gradzeichen ° oder hochgestellter Null {\displaystyle ^{0}} und der theoretischen Anzahl z. B. {\displaystyle G_{3}}° oder der realen Anzahl 0 {\displaystyle G_{0}} geschrieben. Oft wird der fehlende Organkreis auch in der Blütenformel der Einfachheit halber ebenso weggelassen.
- Verwachsungen eines (X) oder aufeinanderfolgender Wirtel, zwei [X] und drei {X}, werden in verschiedenen Klammern dargestellt. Zum Beispiel steht {\displaystyle G_{(3)}} für drei verwachsene Fruchtblätter,{\displaystyle [C_{(5)}\;A_{4}]} bedeutet, dass die 5 Kronblätter untereinander und zusätzlich die Kron- mit den Staubblättern verwachsen sind.
  - Wenn Ober- und Unterlippen gebildet werden, so setzt man die Zahl der zur Verwachsung der Oberlippe zusammengetretenen Blätter in den Zähler, die der Unterlippe in den Nenner eines Bruches; also z. B. {\displaystyle C_{(3/2)}} oder {\displaystyle C_{\frac {3}{2}}} möglich ist auch {\displaystyle C_{3:2}}. Ein Bruch trennt morphologisch konträre Organe innerhalb eines Organs. Auch z. B. bei Schmetterlingsblüten  Fahne, Flügel und Schiffchen {\displaystyle C_{1:2:(2)}}. Man findet auch die Verwendung eines Kommas  {\displaystyle ,} anstelle eines Bruches, also {\displaystyle C_{1,2,(2)}}.
  - Wenn die Verwachsungen basal oder apikal sind, kann man die Klammer tief oder hoch stellen z. B. für Scheibenblüten {\displaystyle _{[}C_{5}\;A_{^{(}5^{)}}}{\displaystyle ]} bezeichnet hier einen Stamen-Corollentubus und synantherische Staubblätter.

Nur für den Fruchtknoten gilt zusätzlich:
- Ein Querstrich oben, unten oder mittig gibt die Stellung des Fruchtknotens an. Beispiele sind {\displaystyle {\overline {G}}_{3}} oder {\displaystyle G_{\overline {3}}} für unterständig und {\displaystyle {\underline {G}}_{2}} oder {\displaystyle G_{\underline {2}}} für oberständig und halbunterständig −{\displaystyle G_{3}}− oder {\displaystyle G_{3}}−, sowie für mittelständig ohne Strich oder {\displaystyle {\overline {\underline {G}}}_{3}} bzw. {\displaystyle {G_{\overline {\underline {3}}}}}.
  - Es können auch die Samenanlagen {\displaystyle V} oder {\displaystyle Ov} und die Kammern des Fruchtknotens, sowie die Plazentation und die Anzahl und Position der Griffel, weiter die Narbe und die Anzahl und Öffnungsrichtung der Pollensäcke angegeben werden, oder Antherode (sterile Anthere), dies wird aber nur von wenigen Autoren verwendet.[1]
- Ein Vertikalstrich {\displaystyle |} kennzeichnet eine Trennung durch zusätzliche falsche Scheidewände, echte Scheidewände können mit zwei Vertikalstrichen {\displaystyle ||} bezeichnet werden.

Besonderheiten:
- Bei zweihäusig getrenntgeschlechtigen Blüten (diözisch) werden Androeceum und Gynoeceum durch einen doppelten Schrägstrich {\displaystyle //} getrennt oder mit jeweils vorangestelltem Geschlechtssymbol gekennzeichnet. Man kann weibliche ♀ und männliche ♂ und zwittrige ☿ Blüten, durch Symbole angeben oder die Bezeichnung abgekürzt schreiben.
- Auch können Vor- und Deckblätter bzw. Hochblätter mit {\displaystyle Bt} und {\displaystyle B} und ein Außenkelch mit {\displaystyle Epi} oder {\displaystyle E} angegeben werden.
- Weiter können Pistillode (steriler Stempel) {\displaystyle Pst} und Staminodien (sterile Staubblätter) {\displaystyle St,Std} bezeichnet werden, und eine Neutrale Blüte kann mit {\displaystyle N} angegeben werden. Reduzierte Organe können aber auch undefiniert jeweils mit {\displaystyle ^{r}} angegeben werden.
- Spezielle Fälle wie Androgynophore oder Gynophore und Gynostemium, Gynostegium usw. schreibt man am besten abgekürzt oder aus, z. B. {\displaystyle \{CGA\}^{(Anthophor)}}, {\displaystyle [GA]^{(Gynostegium,Gynostemium)}} oder {\displaystyle G^{(Gynophore)}}.
- Die Resupination einer Blüte kann auch mit ® vermerkt werden.
- Auch kann die Anordnung und Ausbildung der Staubblätter angegeben werden; synandrisch, monadelphisch etc., und die Stellung im Bezug zu den Kron- oder Kelchblätter, also z. B. epipetal oder -sepal, obdiplostemon etc. Hier kann man den Halbkreispfeil im Gegenuhrzeigersinn oben verwenden, einen Linksrechtspfeil oder einen Überstrich um die Organe in Bezug zu setzen, z. B. für epitepale Staubblätter {\displaystyle {P_{4}^{\curvearrowleft }A_{4}}} oder {\displaystyle {P_{4}\leftrightarrow A_{4}}} und {\displaystyle {\overline {P_{4}A_{4}}}}.
  - Honigblätter (kronblattartige Staubblätter) können mit {\displaystyle H} oder mit {\displaystyle A^{C}} für petaloide Staubblätter angegeben werden.[2]
  - Gebündelte Staubblätter können mit {\displaystyle A_{X\infty }}; {\displaystyle X} steht für die Bündelanzahl, und röhrig, monadelphisch verwachsene können mit {\displaystyle A_{(\infty )}} angegeben werden.
- Auch können Organgruppen durch die Gruppenzahl und das Hochstellen der Anzahl in einer Instanz angegeben werden, z. B. {\displaystyle A_{4^{(2)}}} für 4 Gruppen zu 2 verwachsenen Staubblättern. Man findet auch die Verwendung eines Malzeiches  „×“ anstelle der Hochstellung, also {\displaystyle A_{4\times (2)}}.

- Spezielle Fälle wie Nektarien, Nebenkronen, Cyathien, Kalyptren etc. kann man jeweils hinten anfügen z. B. {\displaystyle K^{(Pappus)}}, {\displaystyle C_{1^{(Labellum)}}} oder {\displaystyle A_{5^{(verzweigt)}}}.
- „Halbfertile“ Organe können mit einem hochgestellten einhalb nach der Anzahl bezeichnet werden ({\displaystyle X^{1/2}}), wie bei der Gattung Blumenrohr; also {\displaystyle A^{C}{_{1^{1/2+1/2r}:2^{r}}}}.
- Die Fruchtart oder anderes kann ganz am Ende ebenfalls angegeben werden, auch kann z. B. angegeben werden, ob die Blüten protandrisch oder protogyn etc. sind.
- Speziell sind Spelzen und Lodiculae bei Süßgräsern, sie können jeweils abgekürzt bezeichnet werden.[3]

## Tabelle mit einigen Beispielen
| Familie                                                   | Blütenformel |
| --------------------------------------------------------- | --- |
| Nelkengewächse (Caryophyllaceae)                          | {\displaystyle \star K_{5}} oder {\displaystyle K_{(5)}\;C_{5-0}\;A_{5+5}\;{\underline {G}}_{(5)-(2)}}                                        |
| Lippenblütler (Lamiaceae)                                 | {\displaystyle \downarrow K_{(5)}\;[C_{(5)}\;A_{4-2}]\;{\underline {G}}_{(\|2)}}                                                              |
| Doldenblütler (Apiaceae)                                  | {\displaystyle \star K_{5-0}\;C_{5}\;A_{5}\;{\overline {G}}_{(2)}}                                                                            |
| Kreuzblütengewächse (Brassicaceae)                        | {\displaystyle \ K_{2+2}\;C_{4}\;A_{2+4}\;{\underline {G}}_{(\|2,3)}} bzw. {\displaystyle G_{\underline {(\|\|4)}}}                           |
| Liliengewächse (Liliaceae) und Binsengewächse (Juncaceae) | {\displaystyle \star P_{3+3}\;A_{3+3}\;{\underline {G}}_{(3)}}                                                                                |
| Riedgrasgewächse (Cyperaceae)                             | {\displaystyle \star P_{3+3}} oder {\displaystyle P_{0}\;A_{3-0}\;{\underline {G}}_{(3)-(2)}}                                                 |
| Weidengewächse (Salicaceae)                               | {\displaystyle \ A_{12-5-3-2}\;//\;{\underline {G}}_{(2)}} oder ♂: {\displaystyle \ A_{12-5-3-2}} ♀: {\displaystyle \ {\underline {G}}_{(2)}} |